# 德庆县
德庆县是中国广东省肇庆市下辖的一个县、位於廣東省中部偏西西江中游北岸，南臨西江與雲浮市的鬱南縣、雲安區隔江相望，縣政府駐德城街道德慶大道。

## 行政区划
德庆县下辖1个街道办事处、12个镇：
德城街道、新圩镇、回龙镇、官圩镇、马圩镇、高良镇、莫村镇、永丰镇、武垄镇、播植镇、凤村镇、悦城镇和九市镇。

## 人口
根據第七次人口普查數據，截至2020年11月1日零時，德慶縣常住人口331438人。

## 歷史
漢武帝元鼎六年（公元前111年）建縣。唐時劃歸端州贞观元年（627年）又歸南康州，十二年改为康州。
南宋紹興元年（1131年）由宋高宗赐名“德庆”，升为德慶府，以示「因德致慶」。民國元年（1912年）改為德慶縣。

## 地理
德慶縣屬低山丘陵區，東北西三面環山，西江從南部縣境流過。

## 氣候
1月均溫12.6℃，7月均溫28.6℃，年均降水量1,151毫米。

## 自然資源
礦藏：石灰石、花崗石、鉭、鈮、錫、金等。
野生動物：穿山甲、黃猄、果子狸、芒花狸、白筍狸、貓狸、箭豬、貓頭鷹、石蛤、北鵑、畫眉等。
林木：紅椎、毛椎、椆木、格木、黃杞、大水松。

## 經濟
農業 - 主種稻、木薯、甘蔗等，建立了松脂、水果、南藥、肉桂、蠶桑等五大基地，有「綠色銀行」之稱；也是全国柑桔产业十强县和中国果蔬无公害十强县。
工業 - 林產化工、稀土冶煉、建材石料、輕紡服裝、食品飲料、機械電子等。
2002年全縣國內生產總值36億2千萬人民幣。

## 交通
- 国道： 234国道、 321国道從縣境南部穿越；
- 高速公路： 广佛肇高速、 汕湛高速
- 水路：有德慶、悅城等港口
- 铁路：柳肇铁路（规划中）、南广铁路（在县城西江对岸云浮市郁南县南江口设南江口站[4]）

## 风景名胜
- 德庆学宫，位于城内朝阳西路，始建于宋，重建于元，大成殿是广东唯一一座元代木构建筑。1996年被列为第四批全国重点文物保护单位。
- 悦城龙母祖庙，位于悦城镇，是祀奉龙母蒲媪的庙宇，现存建筑基本为清代所建，其砖、木、石雕工艺精湛，是岭南古建筑的典范。2001年被列为第五批全国重点文物保护单位。
- 三元塔，位于城东郊德庆西江大桥北岸东侧的白沙山上，是一座明代楼阁式砖塔，平面八角，外观9层，内分17层，高58.13米，1989年被列为广东省文物保护单位。
- 三洲岩摩崖石刻，位于九市镇三洲村，现存宋至清代摩崖石刻91刻，具有较高的历史、文物价值，2002年被列为广东省文物保护单位。
- 华表石，又名锦石山、锦裹石，位于回龙镇建丰村的西江北岸。海拔173米。属丹霞地貌。华表石摩崖石刻为广东古代最大的摩崖石刻，2002年被列为广东省文物保护单位。[5]
- 龙山宫，位于官圩镇安良村社咀山，明代建筑，1989年被列为广东省文物保护单位。
- 盤龍峽瀑布堪稱是目前廣東省內最優美的瀑布。

- 德庆学宫
- 悦城龙母祖庙
- 三元塔

## 特產
- 贡柑、砂糖桔、何首烏、巴戟、巴戟酒、巴戟皇、桂皮、桂油、沙田柚等。
- 美食：泥燴雞、竹篙粉